# 김문희 (야구 선수)
김문희(金文熙, 1955년 3월 23일 ~ )는 전 KBO 리그 롯데 자이언츠의 선수이다.

## 상세 정보

### 출신 학교
- 부산중학교
- 부산고등학교
- 동아대학교

### 선수 경력
- 한국전력 실업 야구단(1977년 ~ 1978년, 1981년)
- 경리단 (1979년 ~ 1980년, 군복무)
- 롯데 자이언츠 (1982년 ~ 1985년)

### 수상·타이틀 경력

#### 올스타전
- 실업 금융 올스타전 : 1회(1977년)
- 대학 실업 올스타전 : 1회(1977년)

### 등번호
- 28(1982년 ~ 1985년)

### 연도별 투수 성적
- 굵은 글씨는 시즌 최고 성적.